# San Giovanni d'Antro
Con il nome di San Giovanni d'Antro (in sloveno Landarska jama, Svet Ivan u čelè in dialetto sloveno locale) si identificano una grotta e una chiesa, costruita all'interno della cavità, situate nel comune di Pulfero, in Friuli-Venezia Giulia.

## La grotta

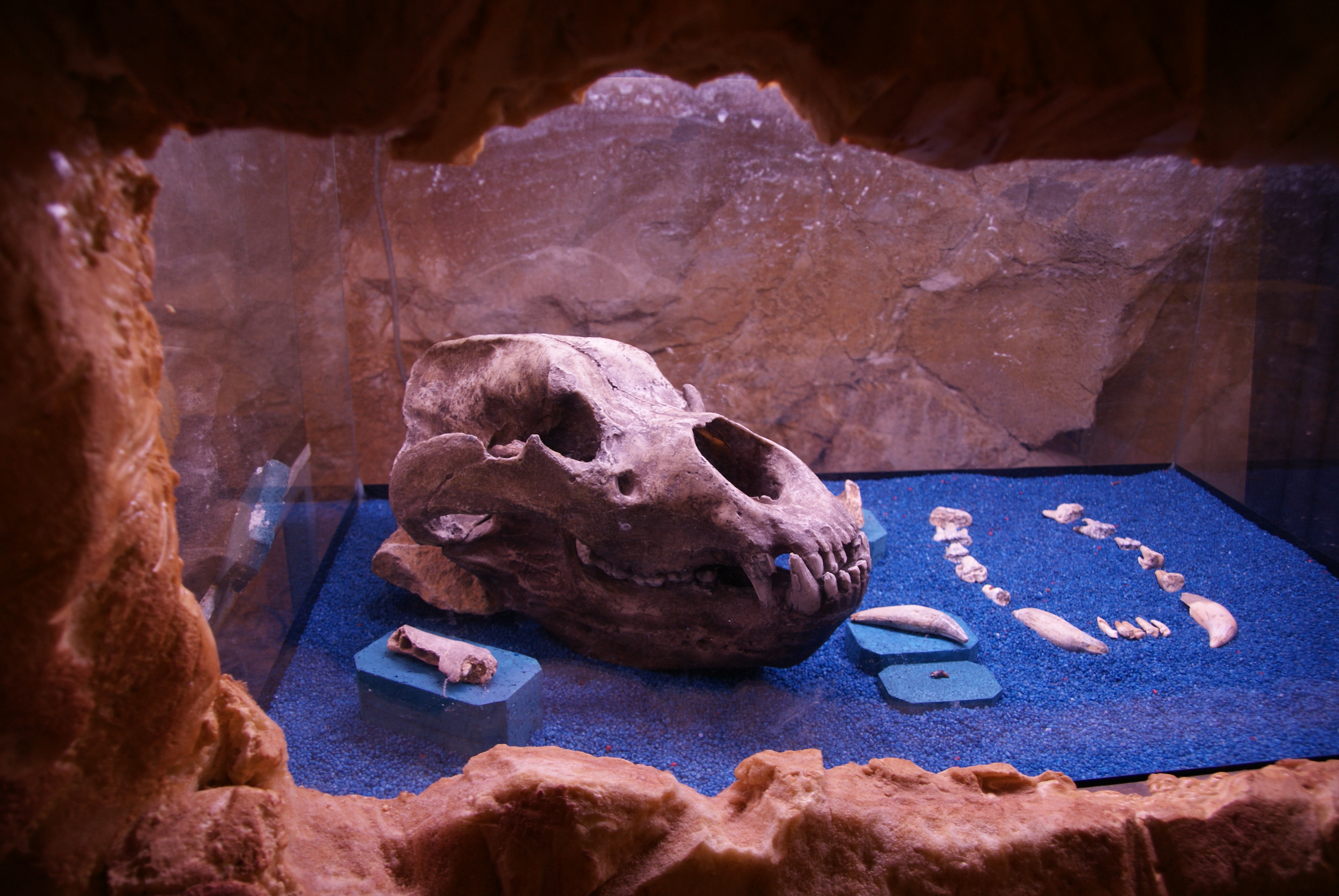
I resti di ursus speleus

L'antro si apre su una parete verticale rocciosa del monte Mladesiena a 348 metri s.l.m., a poche centinaia di metri dalla frazione di Antro.
La parte iniziale della grotta è parzialmente occupata dalle opere murarie erette per costruire una chiesetta dedicata ai Santi che le hanno dato il nome. All'ingresso della cavità si incontra un doppio criptoportico, uno destinato allo scolo delle acque provenienti dall'interno della caverna, e l'altro costruito per realizzare la galleria che, prima delle ristrutturazioni, consentiva l'accesso alla zona di culto allocata nella parte superiore delle volte.
L'archivolto delle due gallerie, che hanno una lunghezza di 18 metri, costituisce la base su cui poggiano i lastroni di pietra che formano il pavimento artificiale del piano superiore.
La grotta, caratterizzata da laghetti, saloni, meandri e camini, è stata esplorata per circa 4000 metri; i primi 300 sono facilmente percorribili grazie ad un percorso turistico dotato di opere artificiali.
La grotta venne menzionata nel XVI secolo da Valvasone di Maniago nel manoscritto "Descrizione delle città grosse del Friuli" custodito presso la Biblioteca civica comunale di Udine.
La prima esplorazione di cui si ha notizia risale al 1885; in tempi più recenti si ha documentazione delle visite scientifiche effettuate da soci del Circolo Speleologico-Idrologico Friulano nel 1912 (quando fu aperto un percorso di 650 metri), e di quelle che susseguirono fino al 1950. Le esplorazioni ripresero nel 1976 e portarono, grazie alle moderne tecniche utilizzate, alla scoperta dei nuovi rami.
All'interno della grotta sono stati trovati resti di "Ursus Speleus" (mandibole, denti e vertebre), reperti di ceramica di epoca preromama e romana e resti metallici di epoca medioevale.
In periodo romano, la grotta fece parte, assieme al vallo costruito tra i fiumi Erbezzo e Natisone ed al castelliere del monte Barda, del sistema difensivo creato nella Regio X Venetia et Histria a protezione dei confini orientali.
Nel periodo delle invasioni barbariche l'antro fu adibito a temporaneo rifugio dalla popolazione locale per sfuggire alle atrocità che venivano commesse. Data la notevole altezza dell'ingresso (30 metri) dalla vallata sottostante, il primo abitante stabile della grotta fu probabilmente un anacoreta cristiano verso il V o VI secolo.
Le prime opere murarie per realizzare una sistemazione che consentisse una comoda e lunga permanenza nel luogo furono probabilmente effettuate nel XII-XIII secolo.
Dal 2021 la parte turistica della grotta è gestita dall'Associazione Culturale e Socio Assistenziale Tarcetta che cura le visite guidate e l'organizzazione delle escursioni della parte speleologica.

## La chiesa

### Storia

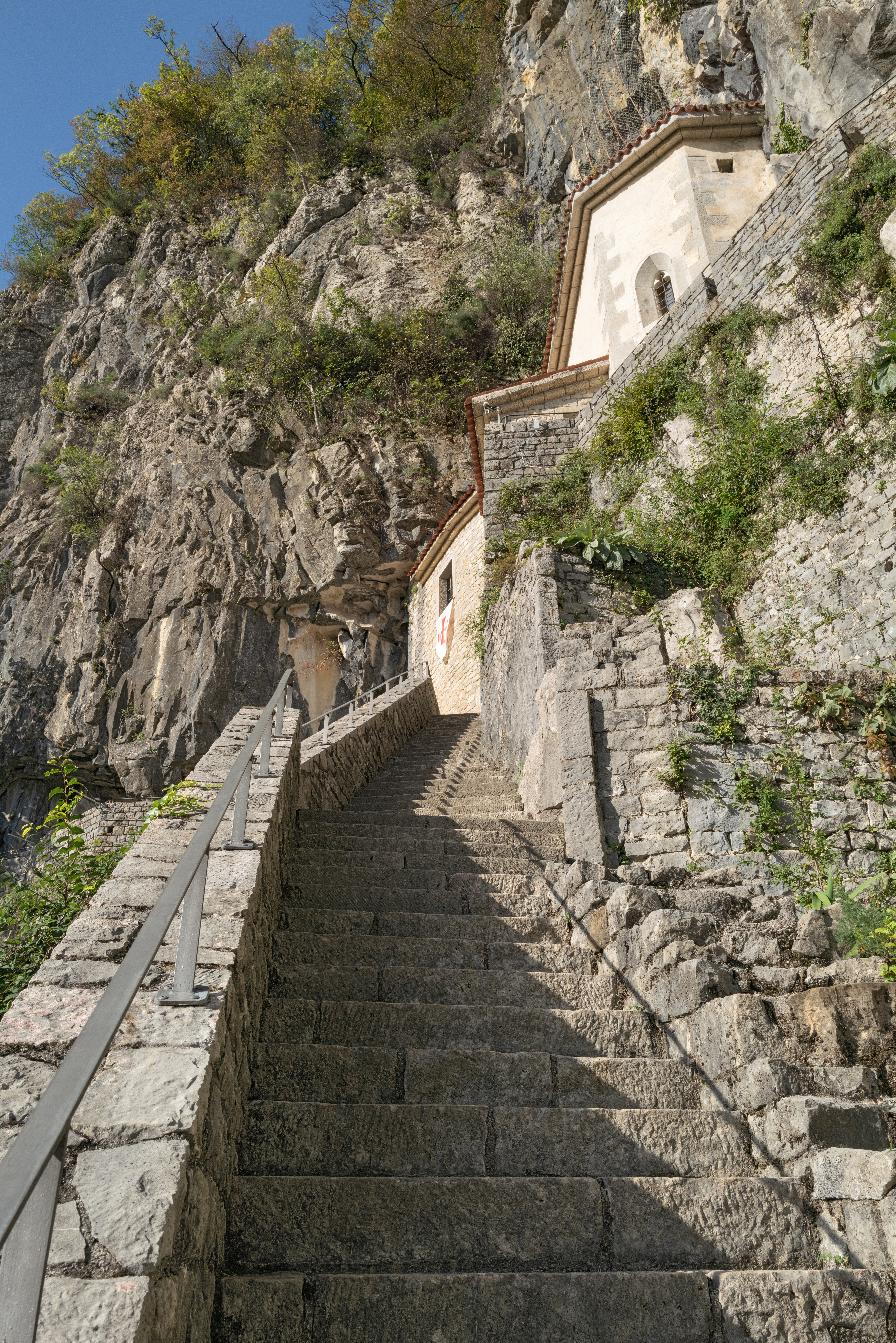
La scalinata che porta al complesso

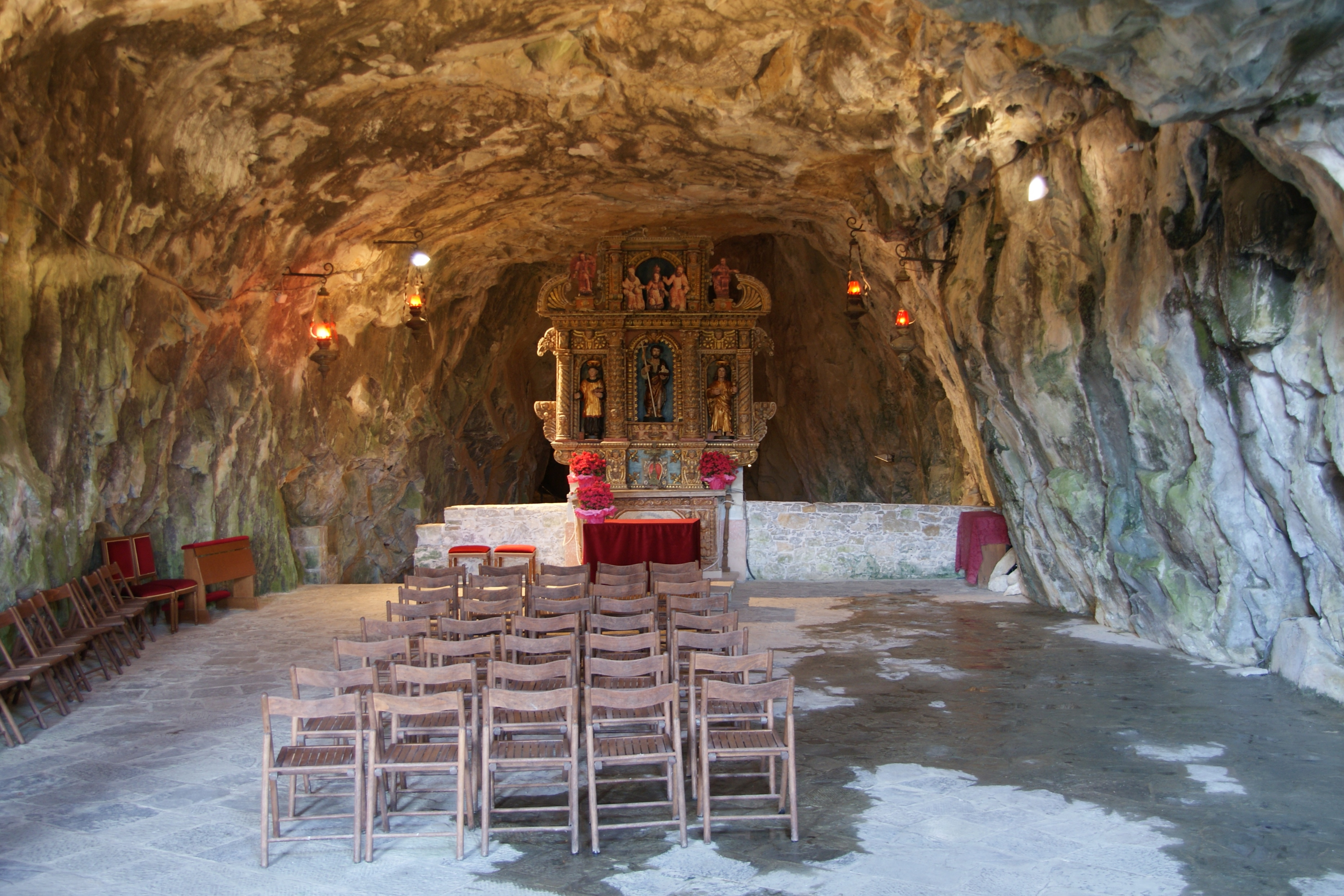
La chiesa di San Giovanni d'Antro

Il primo utilizzo della grotta come abitazione di anacoreti dovrebbe risalire al V o VI secolo; il primo documento che indica la grotta come luogo di culto risale all'anno 889 e si riferisce al diploma con il quale il re Berengario concesse al Diacono Felice la chiesa di Antro, un casale, i campi, i prati, i pascoli esistenti nei pressi della grotta e l'area del monte Olosa.
In loco è presente anche la lapide, con scritture in latino, che ricopriva la tomba del succitato diacono, risalente al IX secolo.
Le opere murarie più antiche, ancora visibili, risalgono al XII o XIII secolo quando l'antro venne adibito a fortilizio esterno di un sottostante castello. Allora venne creato il passaggio indipendente per le acque del torrente che percorre la grotta ed un agevole accesso verso l'interno della caverna.
La parte superiore delle gallerie fu utilizzata come base per la creazione di una zona da adibire alla vita della guarnigione ed al deposito delle derrate e delle armi necessarie.
In una rientranza della grotta venne creato anche un primitivo sacello di origine longobarda. Nel XV secolo, quando la località divenne adibita esclusivamente a luogo di culto, vennero effettuati altri lavori per il consolidamento delle strutture esistenti e venne costruita la scala esterna in pietra che porta all'inizio della galleria. Si procedette anche alla ricostruzione della cappella (dedicata ai Santi Giovanni Battista ed Evangelista) che venne poi consacrata, nel 1547, dal vescovo di Cattaro, Luca Bisanzio.
Ulteriori lavori vennero eseguiti alla fine del XVII secolo, quando il salone della grotta (Sala di San Giovanni) divenne la chiesa maggiore e la cappella-presbiterio fu declassata a cappella devozionale. Le ultime ristrutturazioni risalgono alla metà del XIX secolo ed alla prima metà del XX secolo.

### Architettura

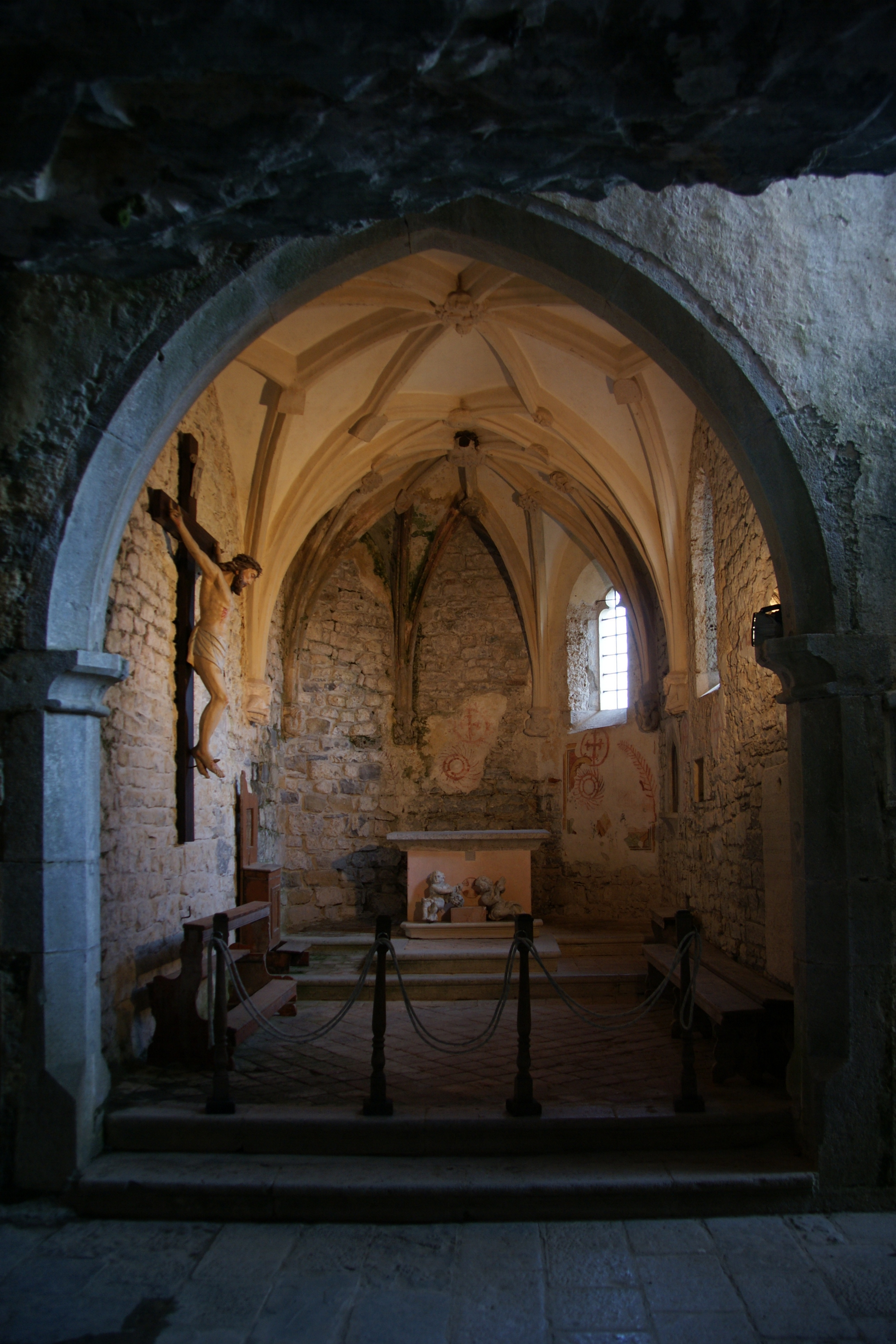
La cappella-presbiterio in stile gotico sloveno

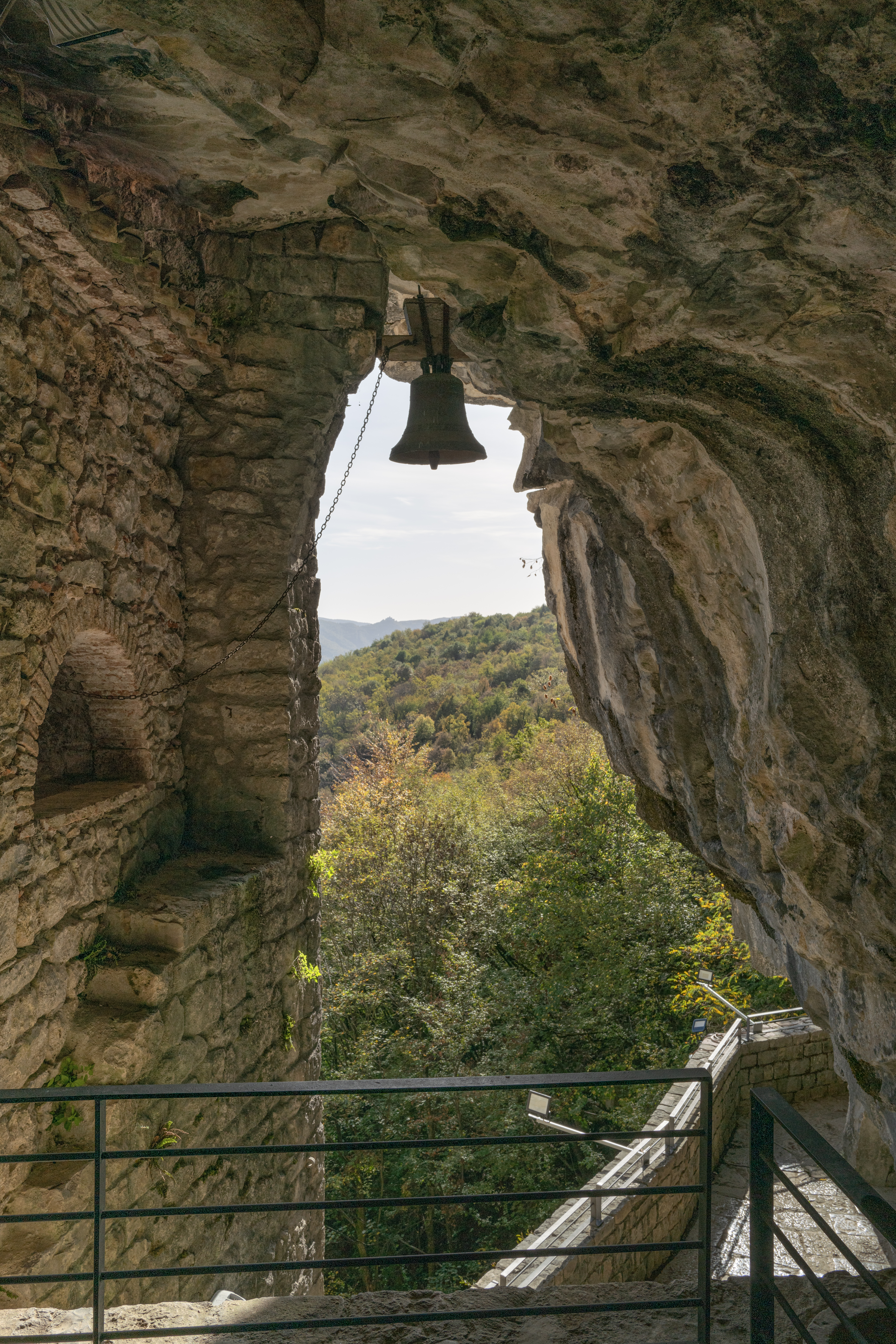
La campana

Il complesso destinato al culto, situato nello spazio ricavato sopra i criptoportici, si compone di una chiesa, una cappella-presbiterio, una sagrestia ed una loggetta aperta sulla vallata sottostante. Oggigiorno può essere facilmente raggiunto salendo i 114 gradini della scala in pietra addossata alla parete rocciosa.
Nel XV secolo furono eseguiti i lavori di rafforzamento delle strutture murarie e di ristrutturazione dei locali interni. All'epoca risale la costruzione della cappella, nella forma attualmente visibile, ad opera di Andrea da Skofja Loka e del suo collaboratore Jacob. Una lapide, murata all'interno, fa risalire la data dei lavori all'anno 1477; la pietra riporta la seguente incisione in caratteri gotici minuscoli:
e von lack ja
1mo 4mo 7mo 7 cob»
La cappella è composta da un vano di 6,48 per 3,60 metri, con altezza di circa 4 metri, ed è raggiungibile attraversando un arco a semplice sesto acuto fatto con pietra calcare.
Il soffitto è a volta stellata in stile tardo gotico sloveno.
La cappella fu affrescata da Jernej di Skofja Loka, o da suoi allievi, nel 1530.
In fondo alla cappella è allocato un semplice altare dove, tra due angeli barocchi in marmo, è posta una statuetta in pietra raffigurante una Madonna seduta, con bambino in grembo, di stile neoclassico dei primi del Seicento. Su una parete è posizionato un crocefisso in legno costruito probabilmente nel XVII secolo.
Un'ulteriore ristrutturazione fu effettuata nel XVII secolo allorché si realizzò l'accesso diretto alla zona sacra e il salone della grotta fu adattato per ospitare la chiesa, degradando la funzione della cappella.
Le dimensioni del salone (sala di San Giovanni), con pareti e volta di nuda roccia e pavimento in lastroni di pietra, sono di circa 16 per 10 metri. Sul fondo della chiesa è allocato un altare ligneo dorato (zlati oltar) barocco, scolpito probabilmente dal maestro Jernej Vrtav (italianizzato in Bartolomeo Ortari) della scuola di Caporetto verso la fine del Milleseicento/inizi del Millesettecento.
Sull'altare sono posate le statue di San Giovanni Battista, San Giovanni Evangelista e di Santo Stefano, che sono copie recenti degli originali del XVI-XVII secolo conservati presso il Museo diocesano di Udine.

## La leggenda
Legata alla grotta di san Giovanni d'Antro è anche la leggenda della regina Vida. Ecco quanto racconta la favola una volta in voga tra le genti delle Valli del Natisone:
La regina Vida viveva nel castello di Biacis. Allorquando giunse voce che stava per arrivare Attila con le sue truppe, avendo notizie delle atrocità che commetteva lungo il cammino, la regina radunò la sua gente ed ordinò loro di rifugiarsi, con tutti gli averi, gli animali ed il frumento, nella grotta di San Giovanni d'Antro. Qui trovarono disponibili l'acqua del torrente, un mortaio per macinare il grano ed un forno per cuocere il cibo. Quando Attila arrivò nella Valli del Natisone, trovò tutti i paesi deserti. Dopo accurate ricerche si rese conto che la popolazione si era asserragliata nella grotta. Non riuscendo a raggiungere il rifugio per la sua allocazione alla metà di una parete verticale, ordinò che venisse posto l'assedio al fine di ottenere la resa per fame. Dopo diversi mesi di isolamento, dentro la grotta stavano finendo i viveri e le razioni di pane erano ridotte al minimo necessario. Quando rimase disponibile solo un sacco di frumento, la regina pensò di utilizzarlo per ingannare il nemico. Svuotò il sacco gettando il contenuto dalla rupe urlando che aveva a disposizione ancora tanti sacchi quanti erano i chicchi di grano dispersi. Alla vista di quello spreco, Attila credette che gli assediati avessero a disposizione un gran numero di provviste, che potevano reperire grazie ad un'uscita nascosta della grotta, e pose fine all'assedio. Così, mentre gli Unni si avviavano verso la pianura friulana, la regina Vida con i suoi sudditi poté rientrare nei paesi abbandonati e vivere in pace e tranquillità nelle valli che li ospitava.
La leggenda è ambientata ai tempi di Attila ma, in quel periodo storico, nell'Italia del nord non era presente nessuna regina. Voci popolari attribuiscono alla regina anche i nomi di Rosmunda e Teodolinda. Lo studioso Pier Silverio Leicht, nel cercare di chiarire la veridicità del racconto, arrivò alla conclusione che la leggenda non fosse originaria, ma che derivasse da simili storie che si narravano anche in altre località del nord Italia e che facevano riferimento alle vicende di Adelaide, vedova di Lotario e sposa di Ottone I. Resta il fatto che la leggenda circolava nella zona delle Valli del Natisone e che da essa derivarono una filastrocca infantile e una cantata del poeta Ajkerc. Nel mese di luglio 2012, nel corso della diciannovesima edizione della manifestazione "Stazione di Topolò" è stato inoltre rappresentato il musical Krajica Vida, basato sui fatti narrati nella leggenda in questione.